# Nemognatha notaticeps
Nemognatha notaticeps es una especie de coleóptero de la familia Meloidae.

## Distribución geográfica
Habita en Eritrea.